# Josef Dirnbeck
Josef Dirnbeck (* 5. Jänner 1948 in Rotenturm an der Pinka, Burgenland) ist ein österreichischer katholischer Theologe, Buchautor und Theaterregisseur.

## Werdegang
Dirnbeck wurde bekannt als Autor zeitgemäßer Meditationstexte („Ich begann zu beten“, 1973). Er verfasst vor allem kritische und humorvolle Bücher und Theaterstücke.
Dirnbeck ist Mitglied des Österreichischen PEN-Clubs.
Derzeit lebt er in Nürnberg.

## Werke
- Der Himmel ist offen. Tyrolia Verlag, Innsbruck-Wien 2015. ISBN 978-3-7022-3476-8.
- Die Tränen haben nicht das letzte Wort. Wege durch die Trauer. Tyrolia, Innsbruck-Wien 2014. ISBN 978-3-7022-3400-3.
- Fromm und trotzdem normal. Die Franz-von-Sales-Methode. Franz-Sales-Verlag, Eichstätt 2008, ISBN 978-3-7721-0293-6.[2]
- Die Jesus-Fälscher. Wer war Gottes Sohn wirklich? Die Wahrheit über Jesus von Nazareth. 2006
- Gott lacht. Ein fröhlicher Crashkurs des christlichen Glaubens, 2006
- Der Weg der ersten Christen. Bausteine zu einem geschichtlichen Verständnis der Apostelgeschichte, mit Franziska Moser, 2005
- Es gibt nichts Gutes außer man tut es. 999 mal christlich leben, 2004
- Das Buch von den Engeln. Von wunderbaren Mächten, die uns schützen und leiten, 2004
- Reibebaum Krenn. Vom Papstfrühstück zu den „Bubendummheiten“. 2004
- Geöffnete Augen. Ladislaus Batthyány-Strattmann (1870–1931) und sein Leben als „Arzt der Armen“. 2003
- Das Buch vom Fasten. Wer verzichtet, hat mehr vom Leben. 2003
- Die Kunst, das Leben zu genießen, 2003
- Lied der Liebe. Das Hohelied der Liebe, 2002
- Wer zum Fest lacht, lacht am besten. Heitere und besinnliche Weihnachtstexte, 2000
- Einfach so – Geheimtips für Firmlinge, Müller Salzburg 1999, ISBN 3-7013-0998-1.
- Die Inquisition. Eine Chronik des Schreckens, 2000
- Jesus und das Tuch, 1998
- Treffpunkt Adventkranz. Anregungen zur „stillsten Zeit im Jahr“ vom 1. Dezember bis zum Heiligen Abend, 1998
- Was Jesus nicht wollte: In der Bibel steht es anders. Eine Recherche, mit Albert van Gansewinkel SVD, 1997
- Das Evangelium in burgenländischer Mundart, CD; 1995
- Die Jesusfälscher, 1994
- Aschermittwoch oder Quo vadis, Hochwürden?, 1994
- Der Esel von Bethlehem, 1991
- Die Ahnengalerie des Christkindes, 1991
- Bruder Franz und Schwester Krippe, 1991
- Du bist schön, meine Freundin! Das Hohelied der Liebe. Hohelied der Liebe (1. Korinther 13), Deutsche Nachdichtung von Josef Dirnbeck. Prosa über die Poesie des Hohenliedes von Peter Paul Kaspar, Herder, 2. Auflage Wien 1984, ISBN 978-3-210-24706-9.
- Die brennenden Körbe der Schildbürger – Religion und Sprache in literarischen Annäherungen, angeregt von Otto Mauer, ihm gewidmet, Styria Graz 1976, ISBN 3-222-10875-7.
- mit Martin Gutl: Ich begann zu beten – Texte für Meditation und Gottesdienst, Styria Graz 1973, ISBN 3-222-10745-9.
- Der Prügelknabe. 1972